# La Chaussée des géants
Pour l’article homonyme, voir Chaussée des Géants.

La Chaussée des géants est un film d'aventure français commencé par Robert Boudrioz et terminé par Jean Durand en 1925, tiré d'un roman de Pierre Benoit paru en 1922.

## Fiche technique
- Titre : La Chaussée des géants
- Réalisation : Robert Boudrioz puis terminé par Jean Durand, assisté de Henri Chomette puis Marcel Marceau
- Scénariste : adapté  d'après le roman de Pierre Benoit paru en 1922
- Décors : Marco de Gastyne
- Photographie : Raymond Agnel, Maurice Arnou, Gaston Brun, René Colas	et Maurice Guillemin
- Sociétés de production : Films René Fernand et Sphinx Films
- Format : Muet - Noir et blanc - 1,33:1 - 35 mm
- Genre : Aventure
- Durée : inconnue
- Date de sortie :
  - France : 5 février 1926

## Distribution
- Jeanne Helbling : Antiope d'Antrim, comtesse de Kendale (en réalité Edith Stewart), une jeune femme que François a connue enfant à Paris
- Armand Tallier : François Gérard, le neveu d'un professeur qui connut Antiope enfant et la retrouve alors qu'il est mêlé contre son gré à la Révolution de Mingrélie
- Varvara Yanova : Lady Arbuckle, princesse Yanitza, la femme du gouverneur
- Philippe Hériat : Ralph Térence, un révolutionnaire mingrélien, intendant et secrétaire du comte d'Antrim
- la prince Youcca Troubetzkoï : Reginald Arbuckle, le fils du gouverneur
- André Volbert : le comte d'Antrim, l'hôte de François en Mingrélie
- Gustave Sieg : le docteur Grütli, un professeur suisse, hôte du comte d'Antrim, en fait un espion
- Hans Melzer : le colonel Harvey, un officier américain, hôte du comte d'Antrim
- Christian Elfeld : Lord Arbuckle
- Max Freiburg : Barkhilpedro
- Weiser : Itsumi, un hôte japonais du comte d'Antrim
- le comte Orlowski : Henricksen
- Ekbauer : William, un fruste campagnard, fils d'un patriote fusillé, qui sert de domestique à François en Mingrélie
- Paul Hubert fils